# Ilias Kamardine
Ilias Kamardine, né le 1er octobre 2003 à Marseille, est un joueur français de basket-ball évoluant au poste d'arrière.

## Biographie
Né dans le 8e arrondissement de Marseille, Ilias Kamardine commence le basket dans sa région natale (Aubagne, Pôle Espoir d’Aix-Marseille et le SMUC). Il intègre le centre de formation de la JDA Dijon à l'âge de 15 ans et y signe son premier contrat professionnel en 2022.
Il est prêté à l'ALM Évreux lors de la saison 2022-2023.
Il remporte le championnat d'Europe des moins de 20 ans 2023 avec l'équipe de France et est élu MVP de la compétition.
Le 22 juin 2023, il est de nouveau prêté par Dijon à Vichy-Clermont, avec qui il remporte la Leaders Cup de Pro B 2024.
Il réintègre les rangs de la JDA Dijon lors de la saison 2024-2025.

## Palmarès
- Leaders Cup de Pro B 2024
- Champion d'Europe des moins de 20 ans 2023
- MVP du championnat d'Europe des moins de 20 ans 2023